# Девятка из Литл-Рока

Нижний ряд, слева направо: Телма Матершед, Минниджин Браун, Элизабет Экфорд, Глория Рей; Верхний ряд, слева направо: Джефферсон Томас, Мелба Патилло, Терренс Роберте, Карлотта Уоллз, Дэйзи Бейтс (президент арканзасского отделения Национальной ассоциации содействия прогрессу цветного населения), Эрнст Грин

«Девятка из Литл-Рока» — девять чернокожих учащихся из города Литл-Рок штата Арканзас, ставших известными в связи с событиями 1957 года, когда расисты пытались воспрепятствовать их совместному обучению в школе (до этого только для белых, хотя это нигде не было прописано законодательно).
После решения Верховного суда США в 1954 году по делу «Браун против Совета по образованию», признавшего незаконным сегрегацию детей в школах, в ряде штатов органы власти оказали ему сопротивление.

## Попытки пройти в школу
4 сентября 1957 года, в день начала занятий губернатор штата Орвал Фобус, который в преддверии выборов хотел заручиться поддержкой сторонников сегрегации, распорядился окружить школу войсками Национальной гвардии штата. Солдаты с примкнутыми штыками отказывались пропустить детей в школу. Собравшаяся толпа белых начала запугивать детей, выкрикивая угрозы и оскорбления. Одна из школьниц, Элизабет Экфорд, вспоминала день, когда она пришла в школу:
Я подошла к школе и наткнулась на охранника, который пропускал белых учеников… Когда я попробовала протиснуться мимо него, он поднял свой штык, потом это же самое сделали и другие охранники… Они так враждебно смотрели на меня, что я очень испугалась и не знала, что делать. Я обернулась и увидела, что сзади на меня наступает толпа… Кто-то выкрикнул «Линчевать её! Линчевать её!» Я попыталась найти глазами хоть одно дружелюбное лицо в толпе, хоть кого-нибудь, кто мог бы мне помочь. Я посмотрела на одну пожилую женщину, и её лицо показалось мне добрым, но когда наши глаза встретились вновь, она на меня плюнула… Кто-то крикнул «Тащите её к дереву! Надо заняться ниггером!»  
В течение 19 дней чернокожие ученики были вынуждены оставаться дома. Решением федерального суда губернатору было приказано убрать войска от школы. Однако 23 сентября, когда чернокожие школьники пришли в школу, на улице вновь собралась агрессивная толпа, с которой не могла справиться полиция. После занятий учеников пришлось тайно увезти в автомобилях, укрыв на полу одеялами.

## Ввод войск
После того, как кризис в Литл-Роке привлёк внимание СМИ и вызвал международный резонанс, президент Дуайт Эйзенхауэр направил в Литл-Рок федеральные войска. Хотя, по мнению историка Тейлора Бранча, Эйзенхауэр сам являлся «в душе сторонником сегрегации», ему пришлось выполнить решение суда. 24 сентября в город были введены 1200 солдат 101-й воздушно-десантной дивизии из Форт-Кэмпбелла, штат Кентукки. Десантники, перед которыми расступались толпы, сопровождали детей на пути в школу и охраняли их в коридорах.
Через два месяца, когда войска были выведены, белые школьники стали травить чернокожих детей, чтобы те покинули школу. Однако последние решили продолжать обучение. Из девятерых детей восемь окончили учебный год. Одна из них была исключена за оскорбление белой ученицы, ударившей ее сумкой.

## Дальнейшая карьера
Вся «девятка» получила высшее образование и большинство из них сделало карьеру в общественных организациях (в том числе в NAACP), а также образовательной системе. Трое из них нашли себя в других сферах: Шарлотта Воллс основала собственную фирму по торговле недвижимостью и проработала риелтором более 30 лет, Глория Карлмарк переехала в Голландию, где стала аналитиком в IT-отрасли, а Элизабет Экфорд сменила несколько рабочих мест в разных областях.